# Kōmeitō
Il Kōmeitō (公明党?), o Partito del Governo Pulito (PGP), è un'organizzazione politica del Giappone ispirata al buddismo giapponese e principalmente al buddismo di Nichiren. Il nome ufficiale inglese è New Kōmeitō o Kōmei Party.
Partito centrista e conservatore, ma che si definisce come un movimento trasversale ispirato solo al buddismo Nichiren, a volte è stato classificato nel centrosinistra o talvolta nel centrodestra; ebbe il picco storico del suo consenso elettorale nel 1969, quando divenne il terzo partito giapponese. Dal 1998, dopo lo scioglimento del partito storico, in seguito a varie scissioni confluito nella coalizione Shinshintō, e i resti della vecchia formazione, fuoriusciti nuovamente, si unirono con altri movimenti di area (New Peace Party, Circolo Riformista, Partito del Governo Pulito) e da allora il partito è chiamato "New Kōmeitō Party" (NKP), più conservatore del Kōmeitō originale; il termine usato è solo in lingua inglese, e non in Giappone dove non c'è differenza linguistica col vecchio partito. 
Storicamente è legato all'associazione buddista laicale Soka Gakkai e alla sua guida e terzo presidente Daisaku Ikeda; fu infatti fondato negli anni '50 come Lega Politica Komei da membri della Soka Gakkai, della quale costituiva inizialmente una sezione e l'ala politica del movimento (a causa di ciò venne accusato di violare la separazione tra Stato e religioni attuata per legge nel dopoguerra, anche se ufficialmente sostiene una politica di laicità). Ikeda volle così separare nettamente la Soka Gakkai dalla Komei, e nel 1964 nacque il Kōmeitō.
Oggi il Komeito è votato principalmente dagli aderenti alla SG giapponese (di cui fanno parte a maggioranza i suoi quadri dirigenti) ma anche da altri giapponesi che praticano il buddismo Nichiren senza far parte della società laicale da alcuni classificata come nuovo movimento religioso (ad esempio Nichiren-shū, Nichiren Shōshū, o buddisti fuoriusciti dalla SG). Inizialmente era alleato del Partito Socialdemocratico - chiamato precedentemente Partito Socialista Giapponese - mentre il nuovo Kōmeitō ha stretto diverse alleanze di governo col Partito Liberal Democratico di destra.

## Ideologia
Nella piattaforma politica del Kōmeitō, oltre al buddismo nella versione Nichiren propugnata dalla Soka Gakkai (i circa 8 milioni di elettori del Komeito comprendono di fatto tutti gli aderenti nipponici della società buddista), vi sono l'umanitarismo (nello statuto si parla di una politica che "tratti la vita umana con il massimo rispetto e cura"), la difesa delle tradizioni giapponesi verso cui ha un atteggiamento conservatore ma non nazionalista, e la messa al bando delle armi nucleari nel mondo.
Propone inoltre una decentralizzazione del potere in senso autonomista verso le prefetture e le zone rurali (ruralismo), e un alleggerimento della burocrazia statale. Alle posizioni conservatrici, ne unisce altre di tipo progressista, sostenendo a volte leggi in favore di libertà civili e diritti, ad esempio è favorevole al matrimonio omosessuale, e a legislazioni permissive verso l'eutanasia, il suicidio assistito e l'aborto a certe condizioni, oltre a sostenere però anche una politica di lotta alla denatalità molto alta in Giappone, tramite sussidi governativi in favore delle madri e delle famiglie.
Nonostante sia un partito pacifista, ha supportato un cambiamento della Costituzione del Giappone al fine di far intervenire le truppe giapponesi delle Forze di autodifesa (Jieitai) in una peacekeeping durante la guerra in Iraq, completato nel 2015; sostiene anche la neutralità militare del Giappone tramite una graduale abrogazione del trattato di San Francisco con gli Stati Uniti (1947). Alcune di queste scelte hanno provocato dissensi nella Soka Gakkai.
Benché a livello mondiale la Soka Gakkai sia attiva contro la pena di morte, basandosi sul proprio credo come esplicitato dal leader Ikeda, i parlamentari e ministri del Kōmeitō non hanno mai supportato grandi campagne abolizioniste in patria, venendo criticati per questo; tuttavia, durante il primo governo di centro-destra, con il Komeito al potere assieme a Junichiro Koizumi, esponente moderato del Partito Liberal Democratico e propenso alla sospensione, si è avuta una moratoria della pena di morte, in quanto il ministro Seiken Sugiura (2005-2006), in ossequio al suo credo buddista, rifiutò di applicare la pena capitale.
Questo è cambiato con il successivo capo del PLD, Shinzō Abe, esponente nazionalista e favorevole alla pena capitale. Il partito ha comunque presentato mozioni parlamentari per l'abolizione della pena capitale, sebbene rimaste isolate e senza grande seguito.

## Alleanze recenti
Recentemente ha adottato una strategia più conservatrice, anche se non rinnegando mai le posizioni storiche, ed è stato alleato del Partito Liberal Democratico, guidato dal primo ministro liberal-nazionalista Shinzō Abe, entrando così nella coalizione di governo di centro-destra.

## Presidenti alla guida del NKP
| No. | Nome             | Periodo           | Periodo           | Immagine |
| No. | Nome             | Inizio mandato    | Fine mandato      | Immagine |
| --- | ---------------- | ----------------- | ----------------- | -------- |
| 1   | Takenori Kanzaki | 7 novembre 1998   | 30 settembre 2006 |          |
| 2   | Akihiro Ota      | 30 settembre 2006 | 8 settembre 2009  |          |
| 3   | Natsuo Yamaguchi | 8 settembre 2009  | In carica         |          |

## Risultati elettorali
| Elezione          | Voti      | % | Seggi    |
| ----------------- | --------- | - | -------- |
| Parlamentari 2009 | 8.836.991 |   | 21 / 475 |
| Parlamentari 2012 | 8.002.355 |   | 31 / 475 |
| Parlamentari 2014 | 8.079.626 |   | 35 / 475 |
| Parlamentari 2017 | 6.977.712 |   | 29 / 475 |
| Parlamentari 2021 | 7.114.282 |   | 32 / 475 |
| Parlamentari 2024 | 5.964.415 |   | 24 / 465 |